# Гренада на літніх Олімпійських іграх 2020
Гренаду на літніх Олімпійських іграх 2020 представляли шість спортсменів у двох видах спорту.

## Спортсмени
| Вид спорту     | Чоловіки | Жінки | Загалом |
| -------------- | -------- | ----- | ------- |
| Легка атлетика | 3        | 1     | 4       |
| Плавання       | 1        | 1     | 2       |
| Загалом        | 4        | 2     | 6       |